# 鷲神社 (さいたま市見沼区)

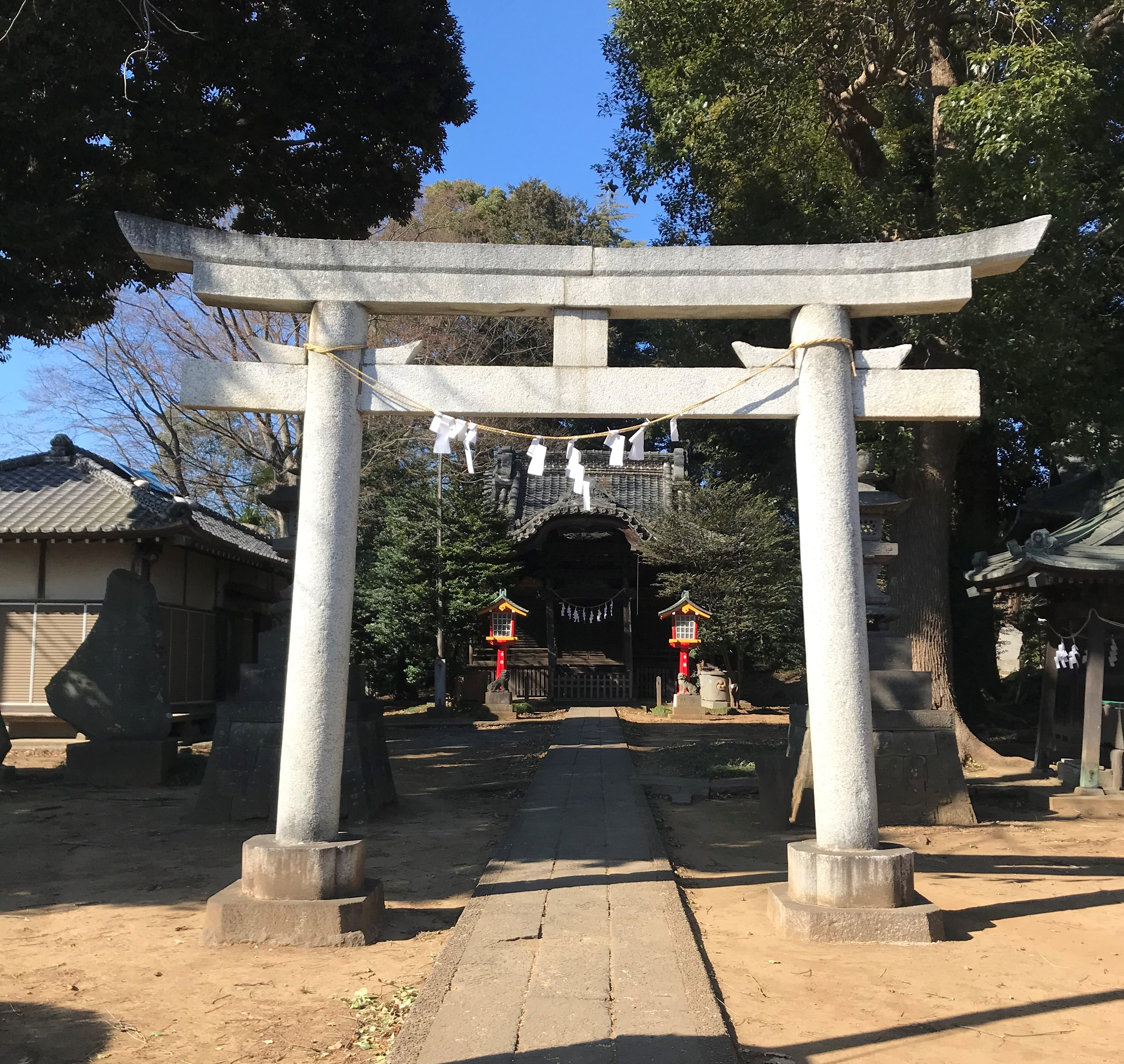
鳥居

鷲神社（わしじんじゃ）は、埼玉県さいたま市見沼区の神社。

## 歴史
創建年代は不明である。武蔵国太田荘（現・埼玉県久喜市）の鷲宮神社から分霊を勧請したものである。
なお、当社の幟は江戸時代後期の書家市河米庵によって書かれたものである。

## 見沼の笛伝説
当地には下記のような伝説が伝わっている。
後白河天皇の御代、見沼地区が「見沼」という沼だった頃、この付近に夜になると笛を吹く美女が現れた。村人は「この美女の笛の音を聞きたい」と船を漕いで沼を渡ろうとするが、その内の一人は必ず行方不明になった。
「これは妖怪の仕業に違いない」と、腕自慢の者たちが妖怪の化けの皮を剥がそうとしたが、そんな彼らも翌朝になると水死体として沼に浮かんだ。
武蔵国司は、部下の足立左馬介に妖怪退治を命じた。足立左馬介は何とか妖怪に近づき、妖怪を討ち取ることに成功した。
妖怪退治の翌日、見沼の湖面には一つの笛が漂っていた。村人はこの笛を拾って、当社の社宝として奉納したという。
これ以降、笛を吹く美女は二度と現れなかったという。

## 交通アクセス
- 大和田駅より徒歩10分。